# Margaret Travolta
Margaret Travolta (Englewood, 31 de diciembre de 1946) es una actriz estadounidense.

## Carrera
Travolta ha aparecido en películas como Hangman's Curse con David Keith, Catch Me If You Can con Leonardo DiCaprio y Tom Hanks, National Security con Martin Lawrence y Steve Zahn, High Fidelity con John Cusack y Jack Black y While You Were Sleeping con Sandra Bullock y Bill Pullman. Sus créditos en televisión incluyen sus papeles recurrentes como la doctora Helen Boyd en NYPD Blue y la hermana Mary Margaret en Days of Our Lives, además de apariciones especiales en The Drew Carey Show, Strong Medicine y Early Edition.
Margaret tiene cinco hermanos: Joey, Margaret, Sam, Ann y John Travolta, la mayoría de ellos vinculados al ambiente cinematográfico.

## Filmografía
| Cine       | Cine                        | Cine                  | Cine                  |
| Año        | Título                      | Papel                 | Notas                 |
| ---------- | --------------------------- | --------------------- | --------------------- |
| 1993       | In the Company of Darkness  | Dra. Kohanek          | Debut cinematográfico |
| 1995       | Losing Isaiah               | Sandra Harris         |                       |
| 1995       | While You Were Sleeping     | Enfermera             |                       |
| 1996       | Chain Reaction              | Anita Fermi           |                       |
| 1996       | Michael                     | Reportera             |                       |
| 1998       | Mercury Rising              | Enfermera             |                       |
| 2000       | High Fidelity               | Madre de Rob          |                       |
| 2000       | Lucky Numbers               | Enfermera             |                       |
| 2000       | Traffic                     | Economista            |                       |
| 2001       | Swordfish                   | Rehén                 |                       |
| 2002       | Pumpkin                     | Vera Whitner          |                       |
| 2002       | Catch Me If You Can         | Sra. Davenport        |                       |
| 2003       | National Security           | Juez                  |                       |
| 2003       | Basic                       | Enfermera             |                       |
| 2003       | Hangman's Curse             | Debi Wyrthen          |                       |
| 2005       | Be Cool                     | Marge                 |                       |
| 2005       | Guilt                       | Nina                  |                       |
| 2006       | Solace                      | Enfermera             |                       |
| 2006       | Lonely Hearts               |                       |                       |
| 2006       | Accepted                    |                       |                       |
| 2007       | Wild Hogs                   | Dana                  |                       |
| 2007       | Ocean's Thirteen            | Secretaria del banco  |                       |
| 2007       | Enchanted                   | Terapeuta             | Voz                   |
| 2007       | Sex and Breakfast           | Gale                  |                       |
| 2009       | Old Dogs                    | Cantante              |                       |
| 2010       | How to Make Love to a Woman | Sra. Baker            |                       |
| Televisión |                             |                       |                       |
| Año        | Título                      | Papel                 | Notas                 |
| 1993       | Missing Persons             |                       |                       |
| 1998       | Cupid                       |                       |                       |
| 1998       | Early Edition               | Directora             |                       |
| 1999       | Turks                       | Claire Strummond      |                       |
| 2002       | The Drew Carey Show         | Sra. Bishop           |                       |
| 2003       | NYPD Blue                   | Dra. Helen Boyd       |                       |
| 2003       | The Handler                 | Secretaria            |                       |
| 2004       | Days of Our Lives           | Hermana Mary Margaret |                       |
| 2007       | ER                          | Secretaria            |                       |